# Czortomłyk

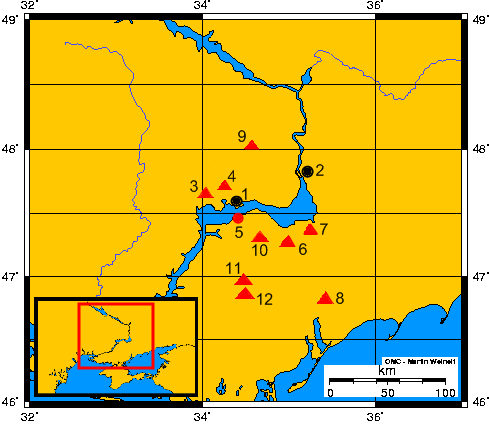
Stolica Scytów Grodzisko Kamjanśke i tzw. królewskie kurhany scytyjskie nad dolnym Dnieprem:
1) Nikopol (współczesne miasto)
2) Zaporoże (współczesne miasto)
3) Towsta Mogiła (kurhan)
4) Czortomłyk (kurhan)
5) Grodzisko Kamjanśke
6) Sołocha (kurhan)
7) Gajmanowa Mogiła (kurhan)
8) Kurhan Melitopolski
9) Kurhan Aleksandropolski
10) Bolszaja Cymbałka (kurhan)
11) Kozieł (kurhan)
12) Oguz (kurhan)

Czortomłyk (także: Czertomłyk; ukr. Чортомлик) – kurhan scytyjski z przełomu III i IV wieku p.n.e., usytuowany nad Dnieprem, 22 km na północny zachód od Nikopola, w obwodzie dniepropietrowskim Ukrainy. Zaliczany jest do tzw. królewskich kurhanów scytyjskich, zawierających pochówki władców i członków ich rodzin.
Jego nazwa pochodzi od współczesnej nazwy rzeczki, nad którą został postawiony.
Został odkryty i zbadany w 1862 przez I.J. Zabielina.
Kurhan Czortomłyk jest jednym z największych kurhanów scytyjskich – w momencie odkrycia jego wysokość wynosiła prawie 20 m, średnica – 350 m, a objętość – 82 000 m³. W kurhanie znajdował się dromos o długości 31 m, prowadzący do komory grobowej z 4 izbami bocznymi, przy czym w komorze głównej pochowany został król z 2 wojownikami. Osobno znaleziono pochówek 12 koni ze złotymi i srebrnymi uzdami i ozdobami siodeł (wyłącznie złotych kompletów rzędu końskiego było tutaj 7) oraz pochówek 2 koniuszych. Kurhan był już wcześniej ograbiony – dotknęło to jednak tylko komory głównej. Zachowały się tam resztki drewnianego polichromowanego sarkofagu.
Do najcenniejszych znalezisk w tym kurhanie (w narożnych komorach) zalicza się:
- ozdobną posrebrzaną amforę z brązu, zdobioną reliefowym przedstawieniem Scytów,
- złotą pochwę miecza,
- brązowy kociołek,
- kołczan z grotami strzał, z bogato zdobioną okładziną dekorowaną fryzami zwierzęcymi i motywami z legend o Achillesie,
- 6 mieczy, pochwy których zdobioną sceny walki Greków ze Scytami,
- złote aplikacje odzieży.

Przedmioty z Czortomłyka są bogato zdobione w stylu scytyjskiego zoomorfizmu; przechowywane są w Ermitażu.

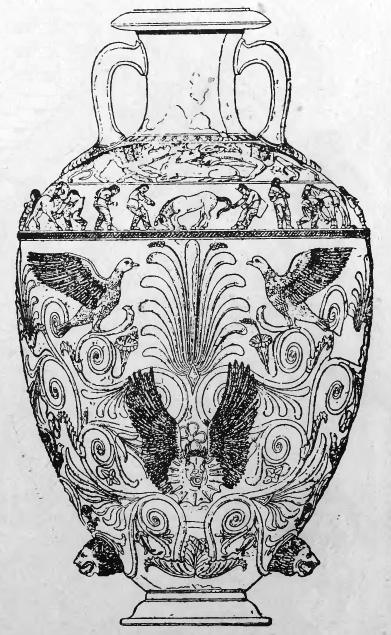
Amfora z przedstawieniem Scytów
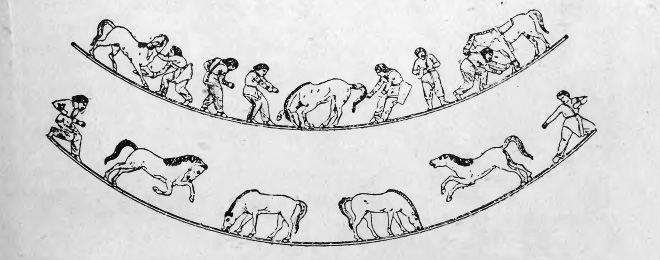
Fragment reliefu przedstawiający oswajanie koni